# ذخیره نظامی
ذخیره نظامی (انگلیسی: Military reserve) نیروی ذخیره یا ذخیره فعال، گروهی از پرسنل واحدهای نظامی می‌باشند، که در شرایط عادی، متعهد به نبرد نیستند، ولی برای رسیدگی به موقعیت‌های پیش‌بینی نشده یا با هدف بهره‌برداری از فرصت‌های ناگهانی، در دسترس باقی می‌مانند. چنین نیرویی ممکن است برای دفاع در برابر حمله سایر نیروهای دشمن، تعهد به نبرد در صورت افشای آسیب‌پذیری توسط دشمن، یا برای کمک به نیروهای رزمنده، بصورت ذخیره نگه داشته شود. نیروهای ذخیره اغلب از ۳ دسته مختلف تشکیل می‌شوند، که شامل: ذخیره تاکتیکی، ذخیره عملیاتی و ذخیره استراتژیک می‌باشند.